# Adolphe Nicolas

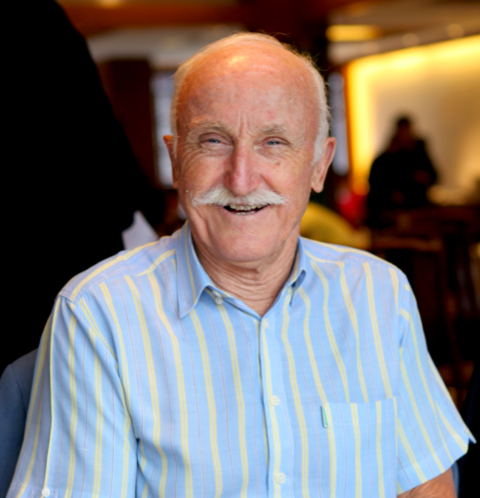
Adolphe Nicholas

Adolphe Nicolas (* 18. Februar 1936 in Rennes; † 31. März 2020 in Saint-Cyr-l’École) war ein französischer Geologe und Geophysiker.

## Werdegang
Nicolas ging in New Cumberlandwelchem? auf die High School und machte sein Baccalauréat in New York City und Rabat, Marokko. Danach studierte er Physik, Chemie und Geologie an der Sorbonne mit dem Abschluss 1958. Den ersten Teil seines französischen Doktorats (Doctorat troisième cycle) absolvierte er 1961 in Paris, den zweiten Teil (Doctorat d´ Etat) 1966 in Grenoble. Ab 1958 war er Assistent an der Universität Nancy und ab 1968 Dozent (Maître de conférences) in Nantes, wo er das Labor für Tektonophysik gründete. 1978 wurde er Professor in Nantes, ab 1984 Professeur de classe exceptionelle. 1986 wechselte er als Professor an die Universität Montpellier und war dort 1986 bis 1998 Direktor des Labors für Tektonophysik und 1994 bis 1998 Direktor des Instituts für Geowissenschaften (Institut des Sciences de la Terre, de l’Eau et de l’Espace, ISTEEM). Zuletzt war er Professor Emeritus der Universität Montpellier 2.
2000 bis 2004 war er Berater des französischen Forschungsministeriums für den Bereich Geo- und Umweltwissenschaften.
Er befasste sich vor allem mit der Plastizität des oberen Mantels und der Geodynamik mittelozeanischer Rücken. Diese untersuchte er auf Meeresexpeditionen und auch an Land in Form fossiler Tiefseeböden (Ophiolithe, zum Beispiel in Oman) um Hinweise auf das beteiligte Gesteinsmaterial und die Dynamik im Übergang zum oberen Mantel zu finden. Nicolas veröffentlichte rund 250 wissenschaftliche Arbeiten, darunter ein Standardwerk über mittelozeanische Rücken.
2004 erhielt er die Harry H. Hess Medaille der American Geophysical Union und 2005 den Grand Prix de l’Académie des Sciences. Außerdem erhielt er den Prix Dolomieu der Academie des Sciences, die Veinig Meinesz Medal und die Silbermedaille des CNRS. Er war Ritter der Ehrenlegion und des Ordre des Palmes Académiques, Fellow der American Geophysical Union und Senior-Mitglied des Institut Universitaire de France. Er war Vorsitzender der französischen Sektion des International Geological Commission Program und Mitglied des nationalen Komitees für Geowissenschaften der CNRS.
Bei Kluwer gab er die Reihe Petrology and Structural Geology heraus.

## Schriften
- Die ozeanischen Rücken: Gebirge unter dem Meer, Springer 1995 (französisches Original 1990)
- 2050, Rendez-vous à risques, Belin 2004
- Futur empoisonné - quels défis, quels remèdes, Belin 2007
- mit R. L. M. Vissers (Hrsg.): Mantle and Lower Crust exposted in Oceanic Ridges and in Ophiolites, Springer 1995 (darin von Nicolas mit B. Ildefonse, S. Billiau: A detailed study of the mantle flow away from Diapirs in the Oman Ophiolite, S. 163–180)

### Aufsätze (Auswahl)
- mit J. L. Bouchez, F. Boudier, J. C. Mercier: Textures, structures and fabrics due to solid state flow in some European lherzolites, Tectonophysics, 12, 1971, S. 55–86.
- Was the Hercynian orogenic belt of Europe of the Andean type ? Nature., Band 236, 1972, S. 221–223.
- mit Yves Guéguen: Mantle rocks deformation, Ann. Rev. of Earth Sc., 8, 1980, 119-144
- mit F. Boudier, Jean-Luc Bouchez: Interpretation of the peridotite structures from ophiolitic and oceanic environments, American Journal of Science, 280 A, 1980, 192-210
- mit anderen: The Xigaze ophiolite (Tibet) : a peculiar oceanic lithosphere, Nature, Band 294, 1981, S. 414–417.
- mit F. Boudier, J. L. Bouchez: Kinematics of oceanic thrusting and subduction from basal sections of ophiolites. Nature, Band 296, 1982, S. 825–828
- Novel type of crust produced during continental rifting. Nature 315, 1985, S. 112–115.
- mit K. Benn, L. Reuber: Mantle-crust transition zone and origin of wehrlitic magmas, evidence from the Oman ophiolite, Tectonophysics 151, 1988, 75-85
- mit B. Ildefonse, F. Boudier: Evidence from the Oman ophiolite for suddent stress changes during melt injection at oceanic spreading centres, Nature, Band 366, 1993, S. 673–675
- mit F. Boudier: Mapping oceanic ridge segments in Oman ophiolite, Journal of Geophysical Research, Band 100, 1995, 6179-6197
- mit B. Ildefonse: Flow viscosity and viscosity in basaltic magma chambers, Geophys. Res. Letters, 23, 1996, 2013–2016
- mit F. Boudier, L. France: Subsidence in magma chamber and the development of magmatic foliation in Oman ophiolite gabbros, Earth and Planetary Science Letters 284, 2009, 76-84
- mit Francoise Boudier: Axial melt lenses at oceanic ridges - A case study in the Oman ophiolite, Earth and Planetary Science Letters, 304, 2011, 313-325